# Badmintonmeisterschaft von Hongkong 1999
Die Badmintonmeisterschaft von Hongkong des Jahres 1999 trug den vollständigen Namen Bank of China Group Hong Kong Annual Badminton Championships 1999.

## Sieger und Finalisten
| Disziplin    | Gold                                   | Silber                             |
| ------------ | -------------------------------------- | ---------------------------------- |
| Herreneinzel | Ng Wei                                 | Agus Hariyanto                     |
| Dameneinzel  | Louisa Koon Wai Chee                   | Ling Wan Ting                      |
| Herrendoppel | Cun Cun Haryono Albertus Susanto Njoto | Ma Che Kong Yau Kwun Yuen          |
| Damendoppel  | Chan Mei Mei Ling Wan Ting             | Siu Ching Man Louisa Koon Wai Chee |
| Mixed        | Tam Kai Chuen Ling Wan Ting            | Albertus Susanto Njoto Ng Ching    |